# Fred Hartsook
Fred Hartsook (26 octobre 1876 à Marion, Indiana ; mort le 30 septembre 1930  à Burbank, Californie) est un photographe américain et le propriétaire d'une chaîne de studios.

## Galerie

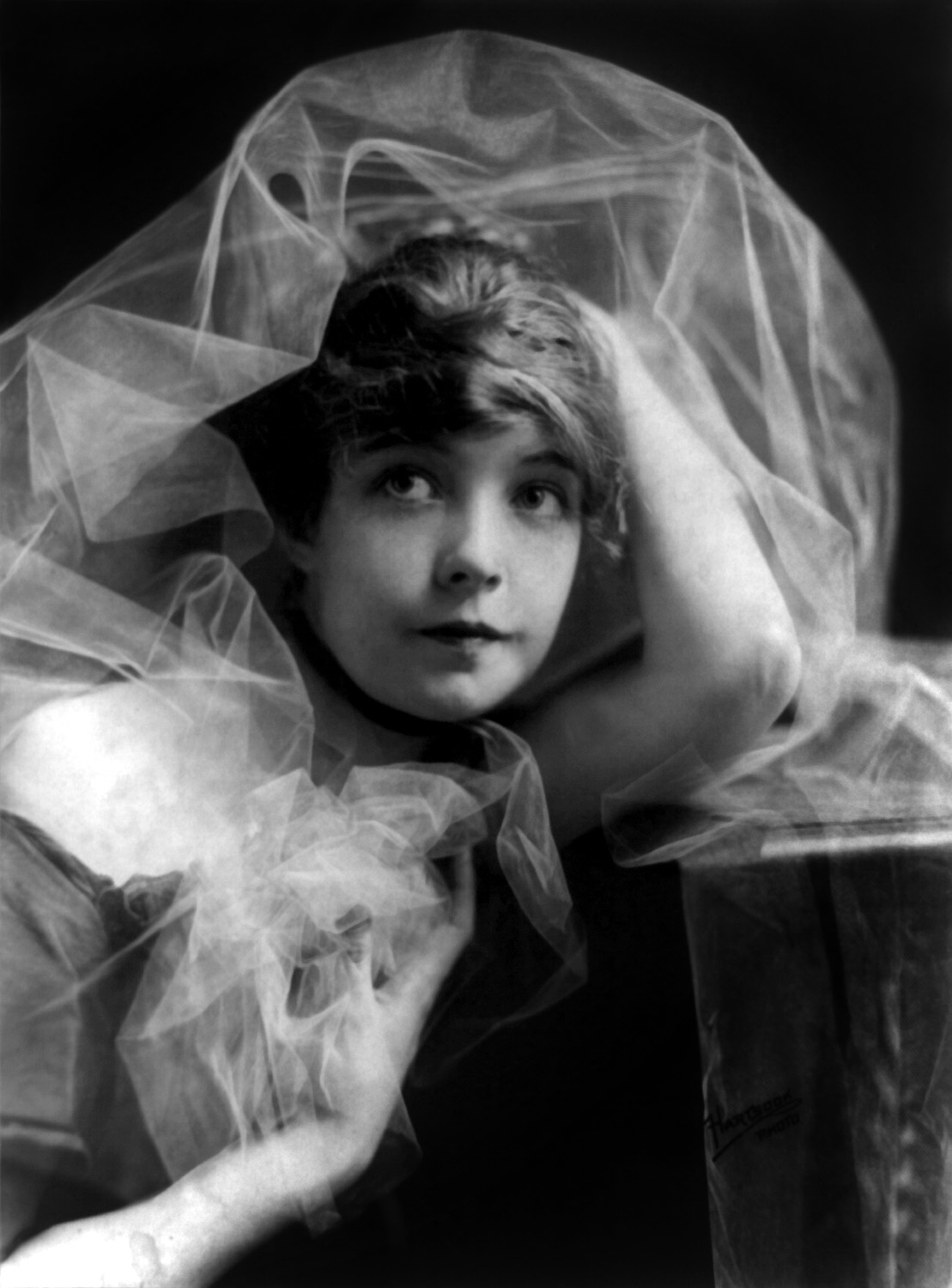
Lillian Gish, 1915
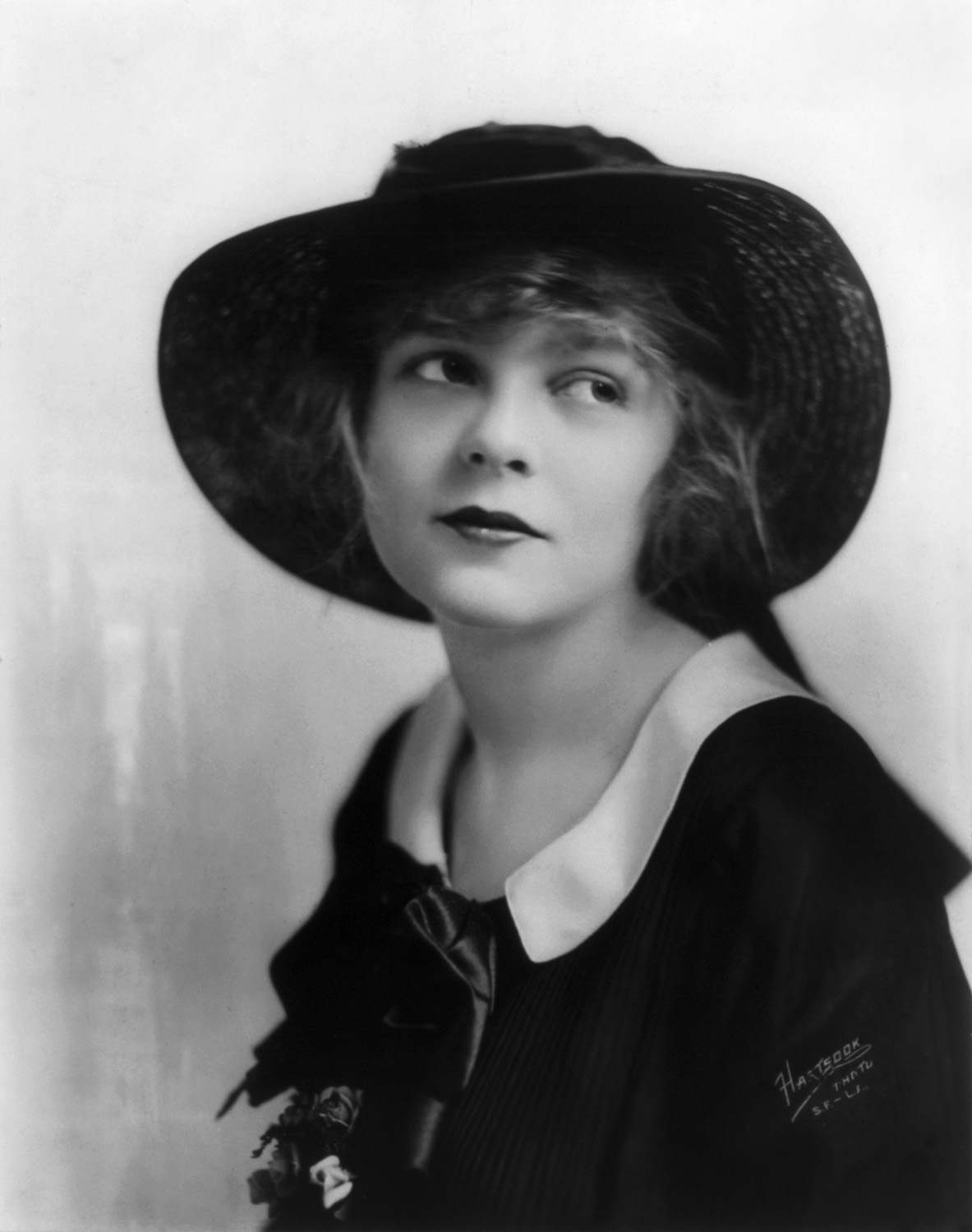
Blanche Sweet, 1915
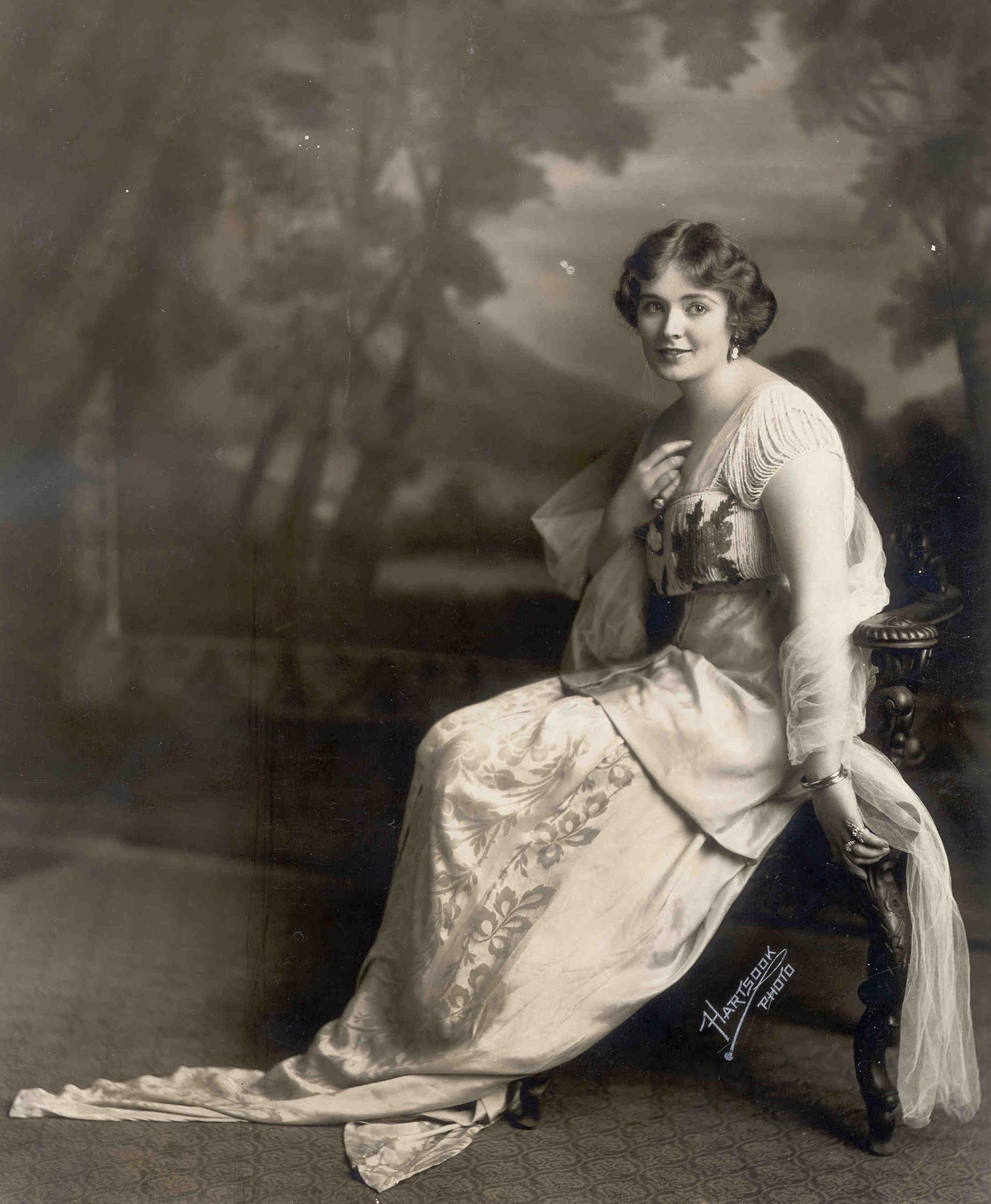
Marjorie Rambeau, 1915
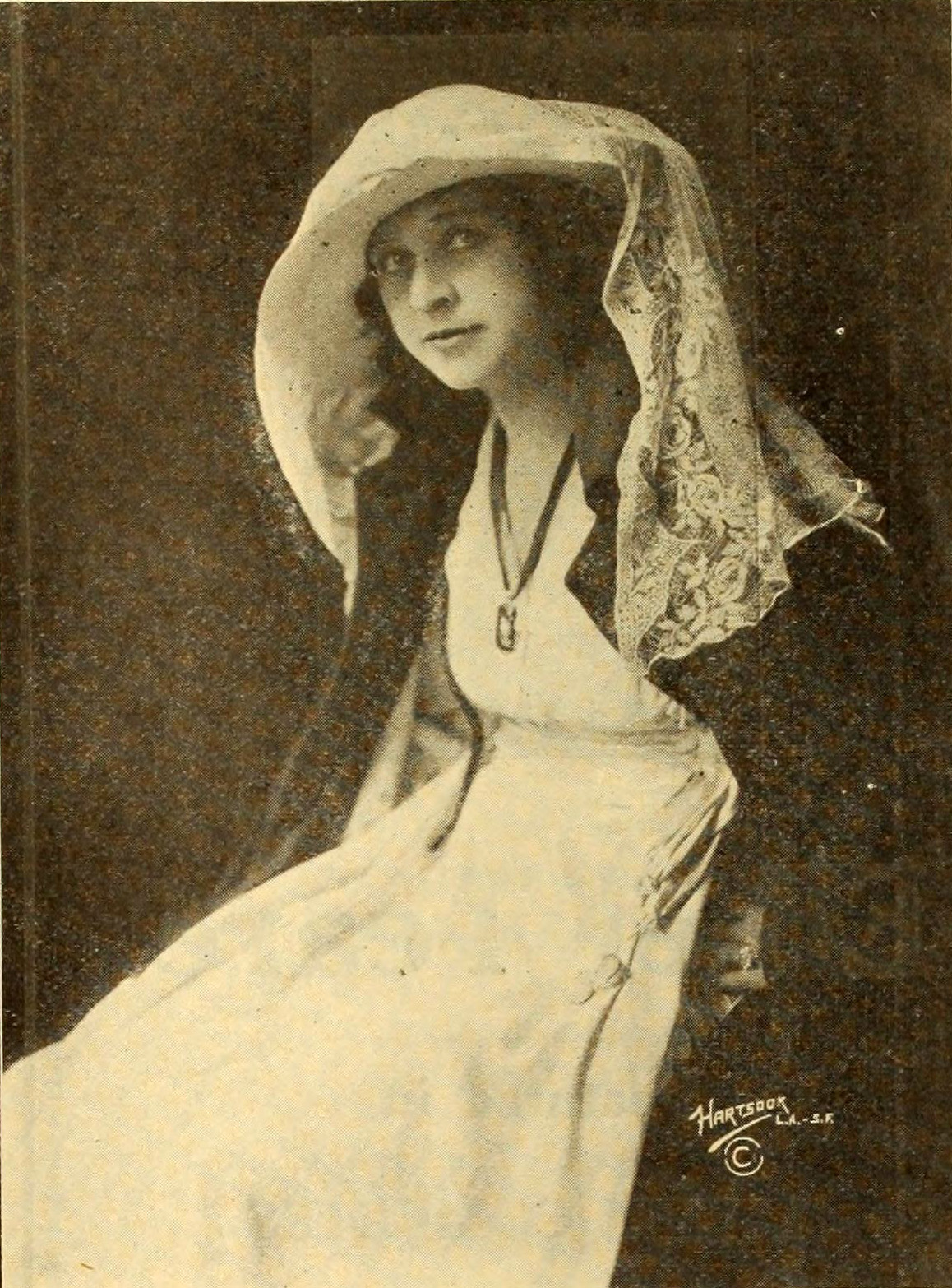
Charlotte Burton, 1916
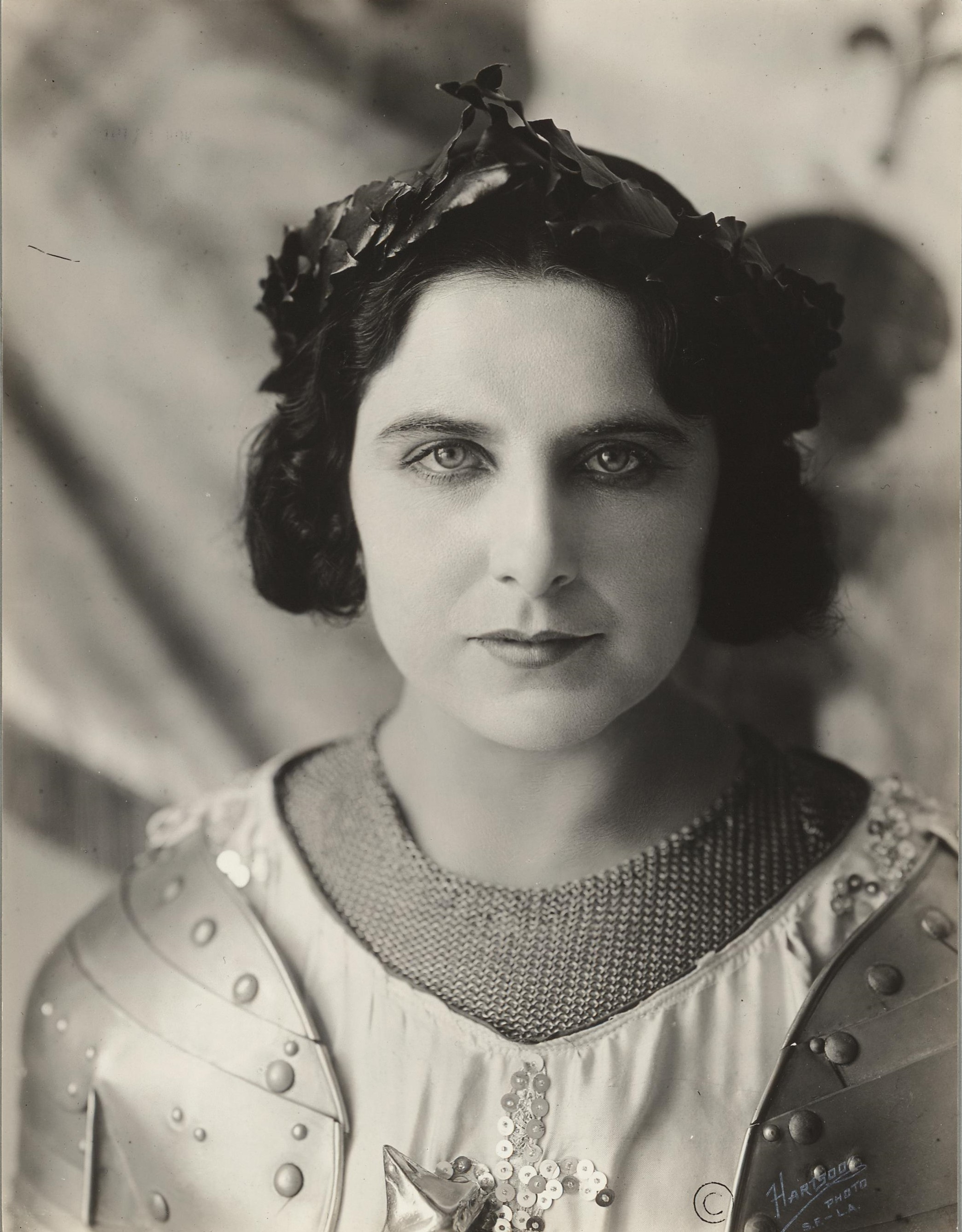
Geraldine Farrar, 1916
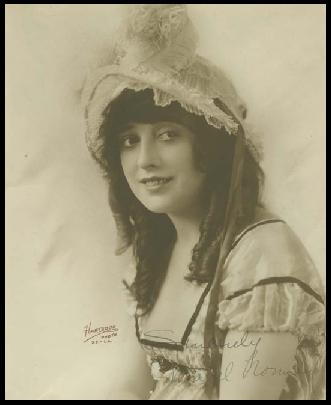
Mabel Normand
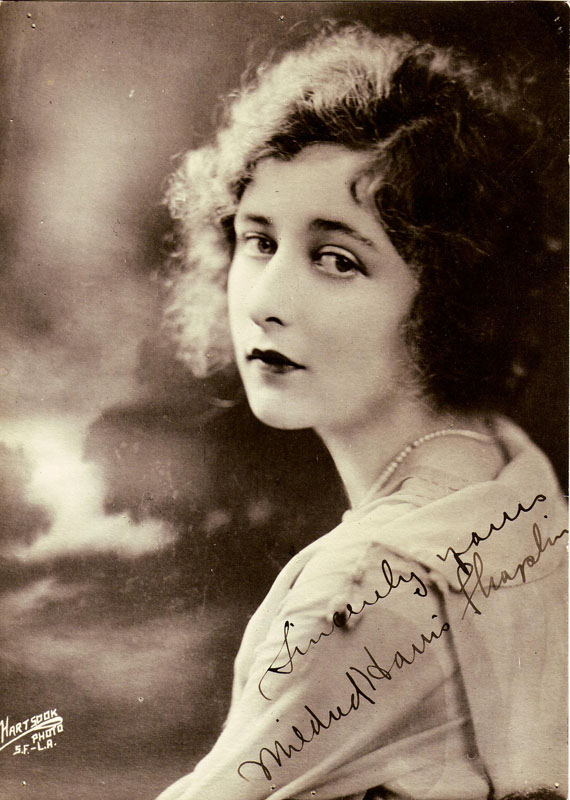
Mildred Harris
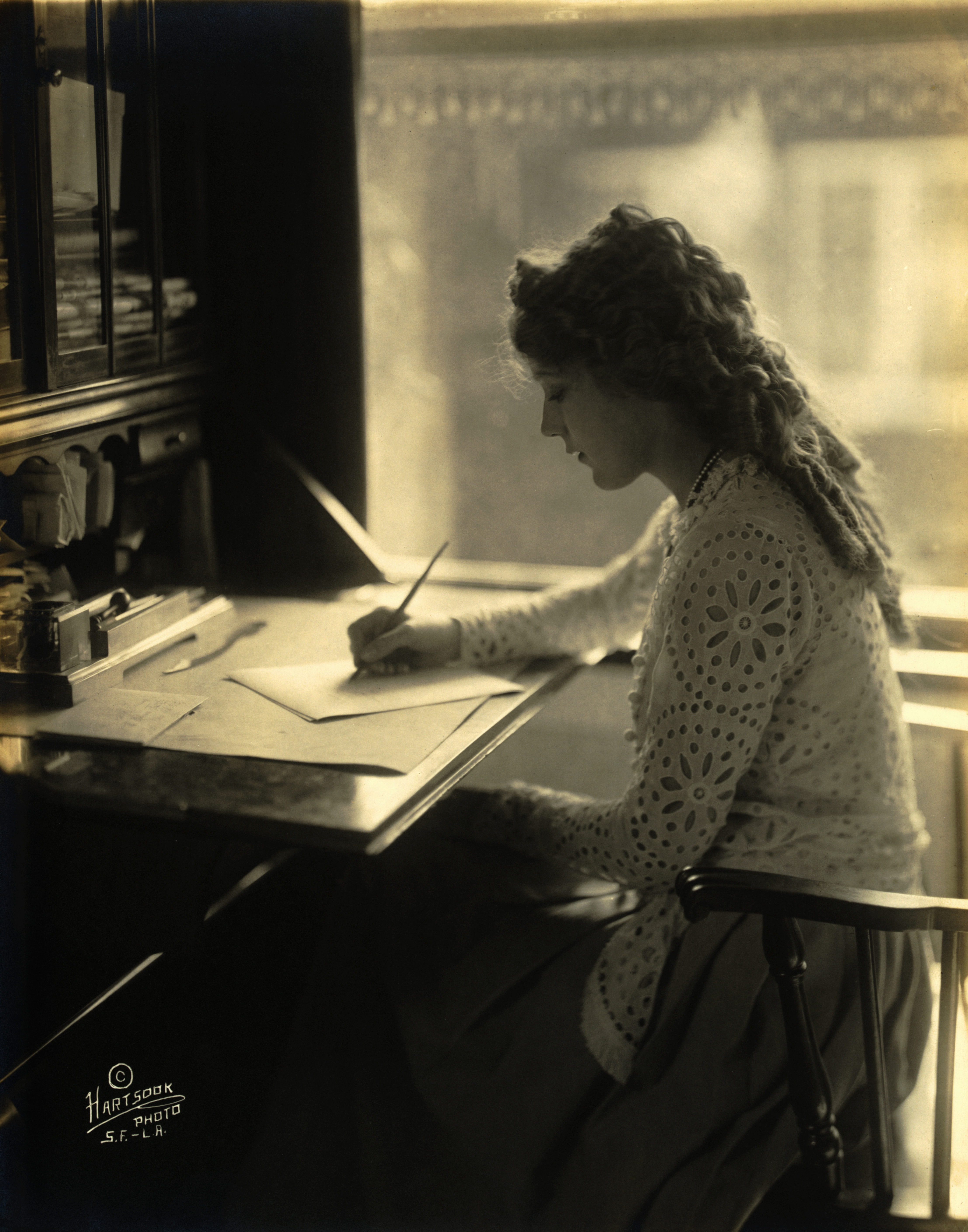
Mary Pickford, 1918
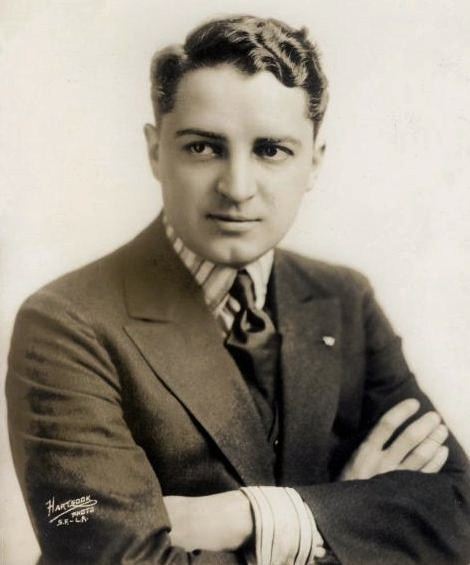
Bryant Washburn, 1915
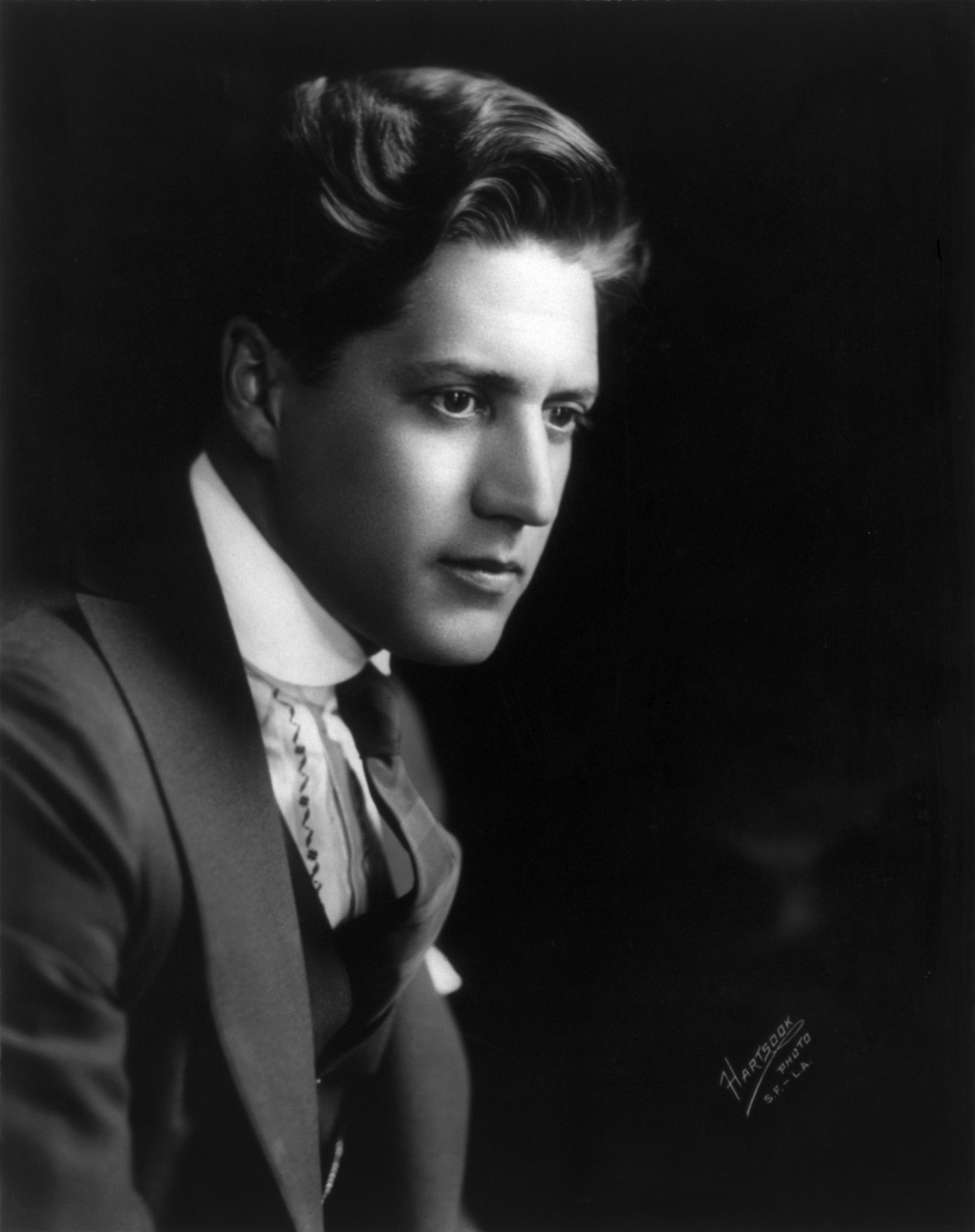
Carlyle Blackwell, 1915
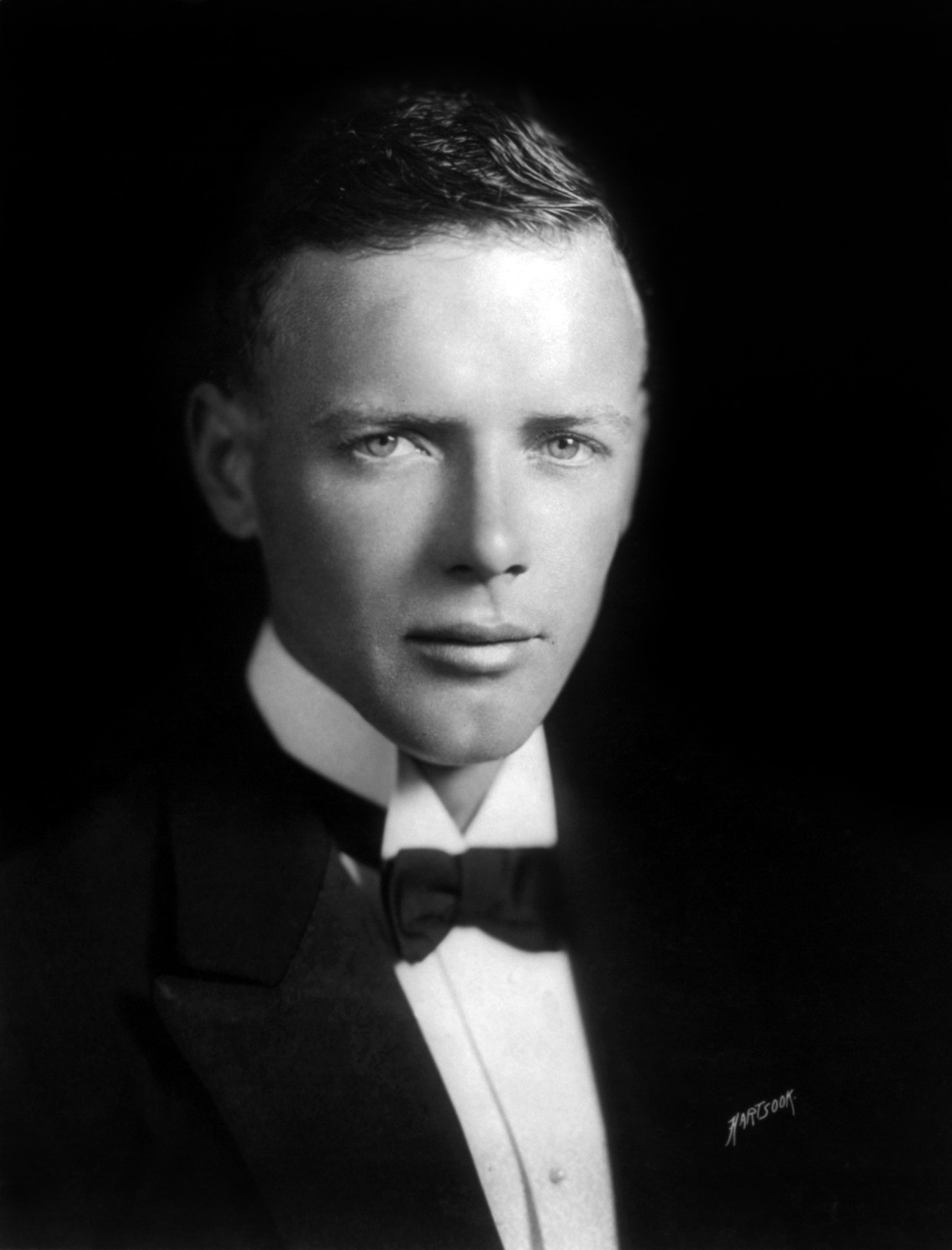
Charles Lindbergh, 1927
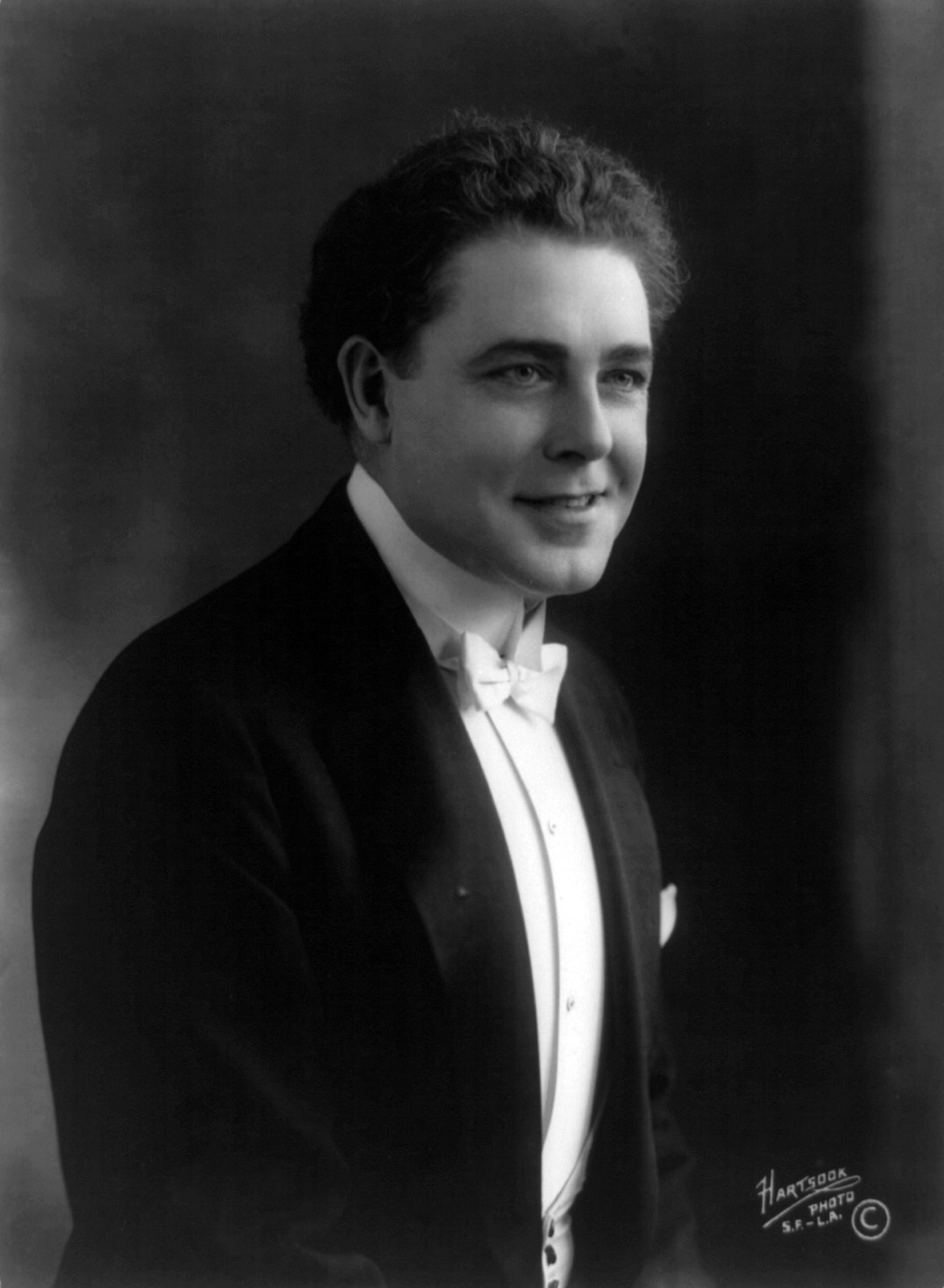
William Farnum, 1917

## Source de la traduction
- (en) Cet article est partiellement ou en totalité issu de l’article de Wikipédia en anglais intitulé « Fred Hartsook » (voir la liste des auteurs).